# Marie Sophie Schwartz

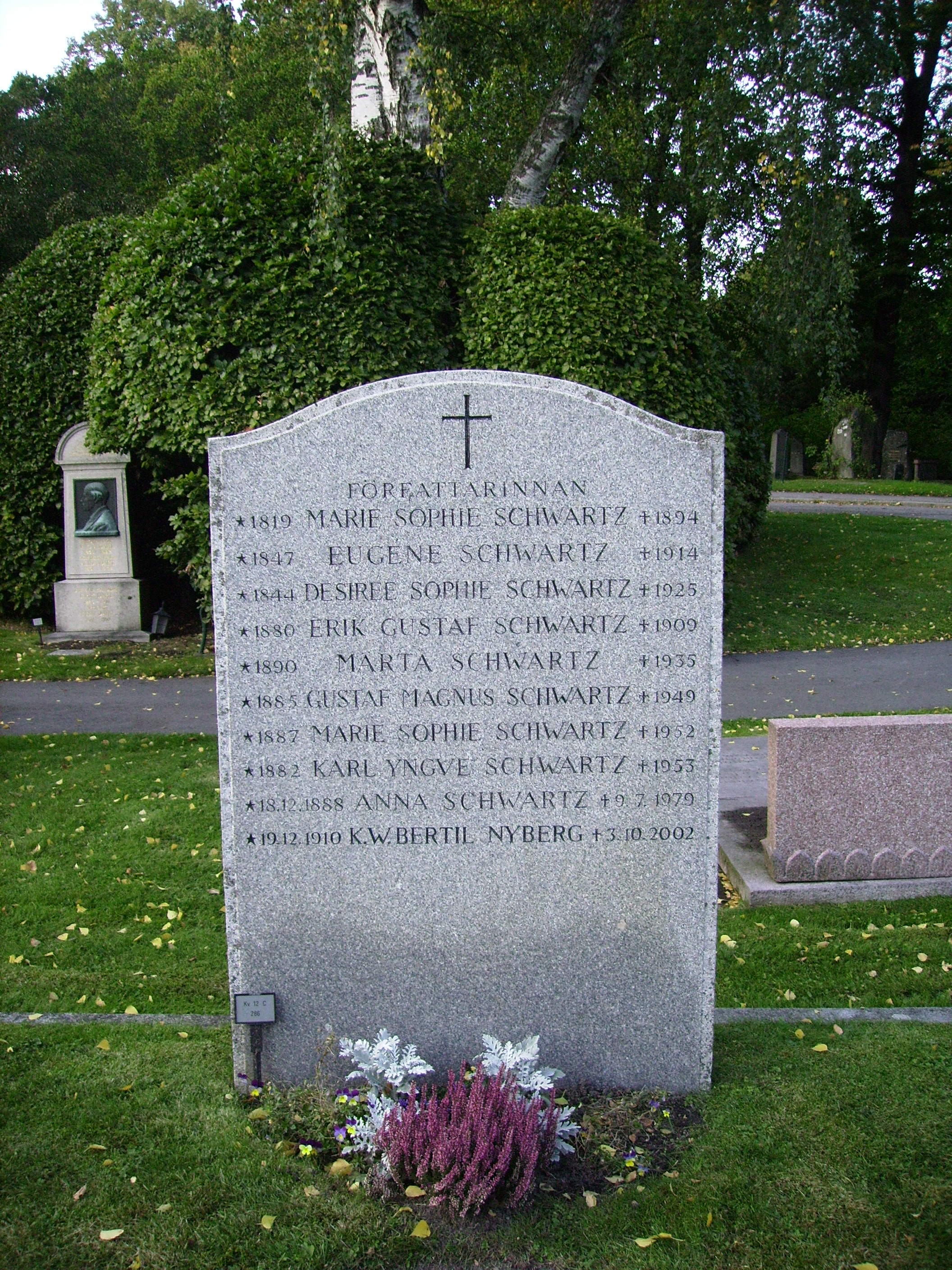
Marie Sophie Schwartz gravvård på Norra begravningsplatsen.

Marie Sophie Schwartz, ursprungligen Birath, född den 4 juli 1819 i Borås, död den 7 maj 1894 i Stockholm, var en svensk författare och målare. Vissa böcker gavs ut under pseudonymen: Förf. till "Postitivspelarens son".

## Biografi
Enligt de officiella biografiska uppgifter hon själv gav 1872 var hon dotter till den tyske köpmannen Carl Birath, som dog innan hon föddes och lämnade hennes mor Albertina Björk i fattigdom. 
I verkligheten var hon dotter till pigan Carolina Birath (1796–1834). Hennes far är okänd, men tros vara Biraths arbetsgivare, den gifte köpmannen Johan Daniel Broms eller någon av hans två söner Johan Conrad eller Adolf Johan.
Ett och ett halvt år gammal adopterades Marie Sophie av ett barnlöst par, tullöverinspektoren Johan Trotzig och Gustafva Björk i Stockholm. Hon hade även en adoptivsyster, Albertina Birath, som också hon hade blivit adopterad. Hennes skolgång avbröts genom fosterfaderns död, men förmögna släktingar kunde sätta henne i flickskola ett par år från 14 års ålder. De följande åren undervisades hon privat i konst och visade en tid talang: hon målade ett antal tavlor och ska ha uppmuntrats av den blivande Oscar I att fortsätta. Sedan hon drabbats av en sjukdom 1837 slutade hon dock måla.
År 1840 flyttade hon samman med professorn i fysik och teknik Gustaf Magnus Schwartz (1783–1858), som var gift men vars äktenskap inte kunde upplösas då hustrun var katolik. Hon kallades ursprungligen för hans hushållerska, men började snart benämnas hans hustru. Hon blev mor till Gustaf Albert och Eugène Schwartz samt (genom sonen Gustaf Albert) morfars mor till författaren Sven Stolpe. Hon bar aldrig lagligen namnet Schwartz, men kallade sig "fru Schwartz" och paret levde öppet och officiellt som gifta.
Hon hade skrivit böcker sedan länge, men Schwartz tillät inte att hon publicerade sig. Hon fick dock debutera 1851 under pseudonymen Fru M.S.S.. Utgivningen av hennes böcker sköt fart efter Schwartz död, då hon var tvungen att själv försörja sig på författarskapet. Hon har en plats som kvinnlig pionjär i svensk presshistoria då hon, som andra kvinna efter Wendela Hebbe, tillhörde de första kvinnor fast anställa på en svensk tidning: mellan 1851 och 1859 tillhörde hon Svenska Tidningen Dagligt Allehandas tidningsredaktions följtetongsavdelning.
Schwartz levde tillsammans med sin sällskapsdam Emelie Krook (1828–1889) från 1855 till dennas död: under 1870-talet drev Krook och adoptivsystern Albertina Birath en skola i Stockholm i samma lokal där de också hade sin bostad, omväxlande kallad Biraths och Krooks skola, Birathska skolan och Krookska skolan. Schwartz uppgav själv att hon betraktade skrivandet som sin försörjning, och när hennes son Albert hade gift sig och fått ett eget hem 1876 flyttade hon dit med Krook och avslutade sin litterära karriär. Från 1879 levde de hos sonen Eugène.

## Målning
Schwartz visade i unga år anlag för teckning och målning och fick en viss undervisning i dessa ämnen. Hon rönte en viss framgång när kronprins Oskar vid en utställning köpte två tavlor som han lät hänga upp på Stockholms slott. Hon avbröt senare sina målarstudier för att koncentrera sig på författandet. 

## Författarskap
Marie Sophie Schwartz var mycket produktiv. Hennes författarskap, som ofta betecknats som tendensromaner, rörde sig, under påverkan av Onkel Adam, men också av den samtida franska romanlitteraturen, kring aktuella samhällsfrågor, med udden riktad mot ståndsskillnad och adelshögfärd och för kvinnans frigörelse. Detta kommer till uttryck bland annat i hennes mest bekanta roman Mannen af börd och qvinnan af folket (1858).
Som den främsta romanen har Positivspelarens son (1863), utpekats. Den handlar om hur en genom sin börd vanärad man genom egna strävanden kan rentvå sig från sin stämpel. Böckerna var först ur borgerlig miljö men blev med tiden mer socialt medvetna, särskilt efter 1858; hon medverkade också i tidningar, och hennes böcker översattes till danska, tyska, franska och engelska, några också till holländska, ungerska och polska. Från 1863 utgavs hennes böcker i Tyskland innan de kom på svenska; några utkom endast på tyska.
Schwartz skrev anonymt en skrift för att sprida intresse för mannens frenologiska museum.

## Kritikers omdömen
Sven Stolpe ansåg att även hennes mest kända verk saknar litterärt värde. Däremot ger han, och andra, ett visst erkännande för hennes senare produktion som tillkom då hon tagit intryck av engelsk litteratur, såsom Charles Dickens och Julia Kavanagh.
I sin En uppslagsbok skriver Alf Henrikson med erkännsam ironi följande om hennes bokproduktion: "Hennes böcker hette exempelvis Mannen av börd och kvinna av folket, Arbetet adlar mannen, Skuld och oskuld, Börd och bildning; de gick utmärkt bra och översattes till många språk. De räknas följaktligen inte till den riktiga svenska litteraturen."